# جون ماكسويل (لاعب غولف)
جون ماكسويل (بالإنجليزية: John Maxwell)‏ هو لاعب غولف أمريكي، ولد في 16 يوليو 1871 في إلينوي في الولايات المتحدة، وتوفي في 3 يونيو 1906 في كيوكوك في الولايات المتحدة.

## وصلات خارجية
- جون ماكسويل على موقع اللجنة الأولمبية الدولية (الإنجليزية)
- جون ماكسويل على موقع أوليمبيديا (الإنجليزية)